# Jack Hunter
Jack Hunter è una miniserie televisiva composta da tre film tv con trama orizzontale.

## Trama
Il giovane archeologo Jack Hunter si rifiuta di unirsi al suo mentore, il professor Frederic Shaffer, in una caccia alla reliquia basandosi sulla poesia incisa su una tavoletta dell'antica Mesopotamia, ma, quando l'uomo viene ucciso durante un furto, Jack vola a Damasco per indagare. Qui unisce le forze con la collega Nadia e l'autista Tariq.

## Episodi
| n° | Titolo originale                               | Titolo italiano                                   | Prima TV Italia  |
| -- | ---------------------------------------------- | ------------------------------------------------- | ---------------- |
| 1  | Jack Hunter and the Lost Treasure of Ugarit    | Jack Hunter e il tesoro perduto di Ugarit         | 23 dicembre 2008 |
| 2  | Jack Hunter and the Quest for Akhenaten's Tomb | Jack Hunter e la ricerca della tomba di Akhenaton | 30 dicembre 2008 |
| 3  | Jack Hunter and the Star of Heaven             | Jack Hunter e la stella del paradiso              | 6 gennaio 2009   |

### Jack Hunter e il tesoro perduto di Ugarit
Lo spericolato e affascinante cacciatore di tesori, archeologo e paleografo antico Jack Hunter è alla ricerca di una lapide con un'antica iscrizione, che rivela il sito della città perduta di Ugarit, in Siria. Jack inizialmente non vuole collaborare col suo mentore, il Prof. Frederick Shaffer, che da anni è sulle tracce di Ugarit, ma quando costui viene ucciso nel suo studio, e viene rubata la lapide, l'archeologo si mette sulle tracce del killer, consultando il libretto di appunti del Professore.
Il Professore era alla ricerca di un misterioso tesoro sepolto sotto Ugarit, e durante le ricerche in Siria, dovrà affrontare dei sicari della Mafia Russa, anche loro interessati al tesoro, e verrà aiutato dall'archeologa siriana Nadia Ramadan, Ministro dell'archeologia di Siria

### Jack Hunter e la ricerca della tomba di Akhenaten
Nella nuova avventura, l'archeologo Jack Hunter si reca alla base Aeronautica americana di Inrilik in Turchia. Egli è alla ricerca della misteriosa tomba del faraone Akhenaten, e gli indizi partono dai geroglifici dell'obelisco di Inrilik. Accompagnato dall'archeologa Nadia e il buffo Tariq, conosciuti nel film precedente, Jack Hunter parte per l'Egitto. Anche qui però Jack dovrà affrontare nemici misteriosi, provenienti sempre dalla Mafia Russa.

### Jack Hunter e la stella del Paradiso
Nell'ultima avventura, Jack Hunter è alla ricerca della reliquia nota come Stella del Paradiso, che crede sia finita nelle mani del perfido Albert Littman, che lavora per la Mafia Russa, richiesta dal capo Petrovsky. Jack sostiene che inseguendo queste tracce, scoprirà anche i misteri sull'omicidio del suo mentore Prof. Shaffer, e dunque deve arrivare nel luogo dello scambio della reliquia, sul Mar Nero. Anche qui Jack è accompagnato, in inseguimenti e avventure nella Turchia, fino a Istanbul, dalla compagna Nadia, e dal comico e pasticcione Tariq.